# Prodidomus saharanpurensis
Espèce
Synonymes
- Micaria saharanpurensis Tikader, 1982

Prodidomus saharanpurensis est une espèce d'araignées aranéomorphes de la famille des Prodidomidae.

## Distribution
Cette espèce est endémique d'Uttar Pradesh en Inde,. Elle se rencontre vers Khara.

## Description
La femelle holotype mesure 5,40 mm.

## Systématique et taxinomie
Cette espèce a été décrite sous le protonyme Micaria saharanpurensis par en Tikader, 1982. Elle est placée dans le genre Prodidomus par Platnick en 1989.

## Étymologie
Son nom d'espèce, composé de saharanpur et du suffixe latin -ensis, « qui vit dans, qui habite », lui a été donné en référence au lieu de sa découverte, le district de Saharanpur.

## Publication originale
- Tikader, 1982 : « Spiders: Araneae. Vol. II. Part 2. Family Gnaphosidae. » The fauna of India, Zoological Survey of India, Calcutta, p. 295-536.